# امیر غفارمنش
امیر غفارمنش (زاده ۶ اردیبهشت ۱۳۴۷) هنرپیشه تئاتر، سینما و تلویزیون و صداپیشه اهل ایران است. وی فعالیت هنری خود را از سال ۱۳۶۷ شروع کرد و فارغ‌التحصیل کارشناسی ادبیات نمایشی از دانشگاه هنر و معماری تهران می‌باشد. از افتخارات وی می‌توان به نامزد دریافت بهترین بازیگر مرد از بیست و چهارمین دوره جشنواره بین‌المللی تئاتر فجر برای نمایش رکاب به کارگردانی عزت‌الله مهرآوران و چهارفصل به کارگردانی سعید ذهنی اشاره نمود.

## زندگی‌نامه
امیر غفارمنش در ۶ اردیبهشت ماه ۱۳۴۷ در محله نواب تهران به دنیا آمد. پدرش از فیلمسازان سینمای آزاد ایران و هم‌دوره ناصر غلامرضایی، کیانوش عیاری و عبدالله باکیده بود. وی در یک خانواده نسبتاً هنری بزرگ شد و علی‌رغم مخالفت پدرش، گرایش شدیدی به بازیگری پیدا کرد. دبیرستان را در رشته گرافیک گذراند ولی از سال دوم دبیرستان با فرار از مدرسه به دانشکده هنرهای زیبا رفت و با تهیه محلی برای خود، شروع به بازی در کارهای کلاسی و پایان‌نامه دانشجویان کرد. در آن دوره با بازی در تئاتر «صبح طلوع می‌کند» به کارگردانی داریوش موفق به‌طور رسمی وارد تئاتر شد. سال ۱۳۶۷ در تئاتر داوری ایندرا که پایان‌نامه دانشجویی فرهاد مهندس‌پور بود روی صحنه رفت. سال ۱۳۶۸ تئاتر مسلم را با دوستان دبیرستان و تعدادی از هنرجویان رشته هنر روی صحنه برد.امیر پس از جدایی ار پوپک بعد از چند سال مجدد ازدواج کرد. در دانشکده هنر با صادق صفایی، کیومرث کمالی‌نیا و فرهاد مهندس‌پور آشنا شد و همکاری خود را با آنان آغاز نمود و به گفته خودش بیشترین چیزی که یادگرفت در همان دوره بود.
در سال ۱۳۷۰ در رشته کارشناسی ادبیات نمایشی وارد دانشگاه هنر و معماری گردید در حالی که در آن دوره به عنوان بازیگر حرفه‌ای شناخته می‌شد و بیشتر فعالیت تئاتری خود را در دانشکده هنرهای زیبا می‌گذراند و تنها فعالیت تئاتری وی در دانشگاه هنر و معماری مربوط می‌شود به «مضرات دخانیات» به کارگردانی افسانه ماهیان که زیر نظر استاد حمید سمندریان بود. این اجرا برای افتتاحیه سالن تئاتر تجربه هنر و معماری آماده شده بود. وی توسط آقایان محمد رحمانیان و حسن فتحی به تلویزیون راه یافت و در سریال‌های مختلف تلویزیونی از جمله: ساعت خوش، سیب خنده، قصه‌های شبانه، همسایه‌ها، چشم براه، دنیای شیرین، جادوی مهتاب، هفت گنج، رستوران خانوادگی، خوش‌نشین‌ها، دردسرهای عظیم، دردسرهای عظیم ۲، تهران پلاک ۱ و… به ایفای نقش پرداخت. او حضور در سینما را با فیلم خانه‌ای روی آب (۱۳۸۰) ساخته بهمن فرمان‌آرا تجربه کرد. غفارمنش در حال حاضر متأهل و دارای یک پسر است و پوپک گلدره همسر سابق وی می‌باشد.

## فیلم‌شناسی

### سینمایی
| سال  | نام فیلم                                       | کارگردان                |
| ---- | ---------------------------------------------- | ----------------------- |
| ۱۴۰۲ | تمساح خونی                                     | جواد عزتی               |
| ۱۳۹۹ | شهر گربه‌ها                                     | سید جواد هاشمی          |
| ۱۳۹۷ | پیشونی سفید ۳                                  | سید جواد هاشمی          |
| ۱۳۹۶ | پیشونی سفید ۲                                  | سید جواد هاشمی          |
| ۱۳۹۲ | تتل و راز صندوقچه                              | وحید گلستان             |
| ۱۳۹۲ | آنچه مردان درباره زنان نمی‌دانند                | قربان محمدپور           |
| ۱۳۹۱ | آدم آهنی                                       | رحیم بهبودی‌فر           |
| ۱۳۹۱ | اشیاء از آنچه در آینه می‌بینید به شما نزدیکترند | نرگس آبیار              |
| ۱۳۹۱ | اختاپوس (آهوی پیشونی سفید)                     | سید جواد هاشمی          |
| ۱۳۹۰ | خودزنی                                         | احمد کاوری              |
| ۱۳۸۷ | پوست موز                                       | علی عطشانی              |
| ۱۳۸۷ | پوسته                                          | مصطفی آل احمد           |
| ۱۳۸۷ | نفوذی                                          | احمد کاوری و مهدی فیوضی |
| ۱۳۸۳ | انتخاب                                         | تورج منصوری             |
| ۱۳۸۰ | خانه‌ای روی آب                                  | بهمن فرمان‌آرا           |

### مجموعه تلویزیونی
| سال       | نام                 | کارگردان           | توضیحات                       |
| --------- | ------------------- | ------------------ | ----------------------------- |
| ۱۴۰۳–۱۴۰۲ | بوقچی               | حسن حبیب‌زاده       | بخش در سال ۱۴۰۴ شبکه سه       |
| ۱۴۰۱      | خوشنام              | علیرضا نجف‌زاده     | پخش در رمضان ۱۴۰۱             |
| ۱۴۰۰      | وضعیت زرد (قسمت ۴)  | مجید رستگار        | پخش در مرداد ۱۴۰۰ شبکه سه     |
| ۱۴۰۰      | روزهای آبی          | محمدرضا حاجی غلامی | پخش در بهار ۱۴۰۰              |
| ۱۴۰۰      | کلبه عمو پورنگ      | احمد درویشعلی پور  | در نقش سگ (قلچماق)            |
| ۱۳۹۹      | بوم و بانو          | سعید سلطانی        | محرم ۹۹                       |
| ۱۳۹۹      | آخر خط              | علیرضا مسعودی      | تابستان ۹۹                    |
| ۱۳۹۹      | بچه محل             | احمد درویشعلی پور  |                               |
| ۱۳۹۷      | شش قهرمان و نصفی    | حسین قناعت         | پخش در بهار ۱۳۹۸              |
| ۱۳۹۶      | مرز خوشبختی         | حسین سهیلی‌زاده     | پخش در بهار ۱۳۹۶              |
| ۱۳۹۵      | بیمار استاندارد     | سعید آقاخانی       |                               |
| ۱۳۹۵      | بوی تاک             | سعید پورشعبانی     |                               |
| ۱۳۹۴      | دردسرهای عظیم ۲     | برزو نیک‌نژاد       | پخش در رمضان ۱۳۹۴             |
| ۱۳۹۴      | دست نزن جیزه        | امیر غفارمنش       |                               |
| ۱۳۹۳      | دردسرهای عظیم       | برزو نیک‌نژاد       |                               |
| ۱۳۹۲      | تله‌فیلم اکازیون     | علی میری رامشه     |                               |
| ۱۳۹۱      | تهران پلاک ۱        | مهدی مظلومی        |                               |
| ۱۳۹۱      | همیشه سینما         | محمد خراط زاده     |                               |
| ۱۳۹۱      | چک برگشتی           | سیروس مقدم         |                               |
| ۱۳۹۰      | راه در رو           | سعید آقاخانی       |                               |
| ۱۳۹۰      | آقای مدیر           | مجید عباسی         |                               |
| ۱۳۸۹      | خوش‌نشین‌ها           | سعید آقاخانی       | پخش در پاییز ۱۳۸۹             |
| ۱۳۸۹      | ارمغان تاریکی       | جلیل سامان         |                               |
| ۱۳۸۹      | پرانتز باز          | کیومرث پوراحمد     |                               |
| ۱۳۸۸      | عید امسال           | سعید آقاخانی       |                               |
| ۱۳۸۸      | دفترخانه شماره ۱۳   | سید وحید حسینی     |                               |
| ۱۳۸۷      | جاده در دست تعمیر   | حسین تبریزی        |                               |
| ۱۳۸۶      | روزگار خوش حبیب آقا | مهدی مظلومی        |                               |
| ۱۳۸۶      | آرزوهای شیرین       | سید وحید حسینی     |                               |
| ۱۳۸۶      | پنجره               | سید وحید حسینی     | اپیزود «آسانسور»              |
| ۱۳۸۶–۱۳۸۵ | شکر تلخ             | احمد کاوری         | شبکه ۲ محصول سیمای مرکز ایلام |
| ۱۳۸۵      | خون‌بها              | جواد مزدآبادی      |                               |
| ۱۳۸۵      | گلریزان             | مسعود رشیدی        | شبکه یک                       |
| ۱۳۸۲      | بانکی‌ها             | مهدی مظلومی        |                               |
| ۱۳۸۰      | رستوران خانوادگی    | حسین سهیلی‌زاده     | یک قسمت (میهمان)              |
| ۱۳۸۰      | هفت گنج             | مسعود رشیدی        |                               |
| ۱۳۷۹      | به همین سادگی       | حامد عنقا          |                               |
| ۱۳۷۹      | تماشا ۷۹            | مهران غفوریان      |                               |
| ۱۳۷۸      | آژانس دوستی         | احمد رمضان‌زاده و … |                               |
| ۱۳۷۸      | جادوی مهتاب         | بهمن زرین پور      |                               |
| ۱۳۷۸      | پرواز سپید          | مهران غفوریان      |                               |
| ۱۳۷۸      | این چند نفر         | مهران غفوریان      |                               |
| ۱۳۷۷      | عید اومد بهار اومد  | فرشته صدر عرفایی   | نوروز ۷۸                      |
| ۱۳۷۷      | چشم به‌راه           | اصغر فرهادی        |                               |
| ۱۳۷۶      | دنیای شیرین         | رضا عطاران         |                               |
| ۱۳۷۶      | سیب خنده            | رضا عطاران         |                               |
| ۱۳۷۴      | سال خوش             | مهران مدیری        |                               |
| ۱۳۷۳      | ساعت خوش            | مهران مدیری        |                               |
| ۱۳۷۳      | قصه‌های شبانه        | محمد رحمانیان      |                               |
| ۱۳۷۲      | همسایه‌ها            | حسن فتحی           |                               |

### شبکه نمایش خانگی
| عنوان              | سال  | کارگردان                    |
| ------------------ | ---- | --------------------------- |
| معتاد اجباری       | ۱۳۸۵ | مهدی مظلومی                 |
| تهران دربست        | ۱۳۹۲ | حسین تبریزی                 |
| مردها فرشته نیستند | ۱۳۹۳ | فرشاد ارج                   |
| جوکر               | ۱۴۰۰ | احسان علیخانی حامد میرفتاحی |
| بازنده             | ۱۴۰۳ | امین حسین‌پور                |

### بازیگر تئاتر
| عنوان                          | سال  | سالن اجرا                                            | کارگردان          |
| ------------------------------ | ---- | ---------------------------------------------------- | ----------------- |
| داوری ایندرا                   | ۱۳۶۸ | سالن چهارسو تئاتر شهر تهران                          | فرهاد مهندس پور   |
| هومولوس و هلن                  | ۱۳۶۸ | سالن مولوی دانشگاه تهران                             | فیاض موسوی        |
| مسلم                           | ۱۳۶۸ | تالار وحدت تهران                                     | محمود عزیزی       |
| کمدی مرگ (وودی آلن)            | ۱۳۶۹ | سالن اصلی تئاتر شهر تهران                            | صادق صفایی        |
| نی لبک و بهمن                  | ۱۳۶۹ | مجموعه فرهنگی آزادی تهران                            | کیومرث کمالی نیا  |
| بازگشت از خانه                 | ۱۳۷۰ | تالار مولوی دانشگاه تهران                            | محمدرضا مدبر      |
| مضرات دخانیات                  | ۱۳۷۲ | تئاتر تجربه دانشگاه هنر معماری تهران                 | افسانه ماهیان     |
| هوس نامه مرد پرهیزکار          | ۱۳۸۲ | سالن سایه تئاتر شهر تهران                            | عبدالحسین مرتضوی  |
| خشم شدید فیلیپوتس              | ۱۳۸۲ | اداره تئاتر تهران                                    | کیوان نخعی        |
| فالگیر                         | ۱۳۸۳ | فرهنگسرای اندیشه                                     | فریبا آقاپور      |
| چهارفصل                        | ۱۳۸۵ | تالار مولوی دانشگاه تهران                            | سعید ذهنی         |
| رکاب                           | ۱۳۸۵ | سالن قشقایی تئاترشهر تهران                           | عزت‌الله مهر آوران |
| پایین گذر سقاخانه              | ۱۳۸۵ | تالار وحدت تهران                                     | هادی مرزبان       |
| پدر خوانده ناپلی               | ۱۳۹۲ | تماشاخانه ایرانشهر تهران سالن استاد ناظر زاده کرمانی | بابک محمدی        |
| روایت‌هایی ساده از زندگی روزمره | ۱۳۹۲ | تماشاخانه پارین                                      | روزبه حسینی       |
| بانوی محبوب من                 | ۱۴۰۰ | تئاتر شهر                                            | گلاب آدینه        |
| شام خداحافظی                   | ۱۴۰۱ | تماشاخانهٔ ملک                                        | شیماه خاسب        |
| سینگل                          | ۱۴۰۳ | پردیس تئاتر شهرزاد                                   | مجتبی شفیعی       |
| مهمانی شام                     | ۱۴۰۴ | پردیس تئاتر شهرزاد                                   | حسام انوری        |

#### کارگردانی تئاتر
| عنوان | سال  | سالن اجرا  | کارگردان     | تهیه‌کننده       |
| ----- | ---- | ---------- | ------------ | --------------- |
| پری   | ۱۳۹۵ | تالار حافظ | امیر غفارمنش | حمیدرضا علی‌نژاد |

#### نمایش نامه خوانی
| عنوان                                           | سال  | سالن اجرا                | کارگردان     |
| ----------------------------------------------- | ---- | ------------------------ | ------------ |
| نمایشنامه خوانی آنلاین مردی که گلی به دهان داشت | ۱۳۹۹ | نمایش خوانش              | امیر غفارمنش |
| خشت خام خانه                                    | ۱۳۹۴ | سالن شماره دو تئاتر شهر  | امیر غفارمنش |
| گرد مضاعف                                       | ۱۳۹۴ | تماشاخانه ابن سینا تهران | امیر غفارمنش |

### کارگردانی مجموعه تلویزیونی
| عنوان        | سال  | کارگردان     | تعداد قسمت |
| ------------ | ---- | ------------ | ---------- |
| دست نزن جیزه | ۱۳۹۴ | امیر غفارمنش | ۵۲         |
| خوش قدم      | ۱۳۸۹ | امیر غفارمنش | ۱۳         |
| شومینه       | ۱۳۹۹ | امیر غفارمنش | نامعلوم    |